# Anastasija Gunczenko
Anastasija Gunczenko (ur. 10 listopada 1991) – rosyjska narciarka, specjalistka narciarstwa dowolnego. Nie startowała nigdy na Igrzyskach Olimpijskich i Mistrzostwach Świata. Jej największym sukcesem jest drugie miejsce w jeździe po muldach podwójnych w Pucharze Świata w narciarstwie dowolnym zdobyte w kanadyjskim Mont Gabriel.

## Sukcesy

### Puchar Świata

#### Miejsca w klasyfikacji generalnej
- 2009/2010 – 98.
- 2010/2011 –

#### Miejsca na podium
1. Mont Gabriel – 15 stycznia 2011 (Muldy podwójne) – 2.miejsce

- W sumie 0 zwycięstw, 1 drugie i o trzecich miejsce.